# 好警察坏狗狗
《好警察坏狗狗》（英語：Good Cop Bad Dog）是美国广播公司播出的情景喜剧《摩登家庭》第二季的第22集，也是整部剧集的第46集，于2011年5月11日在美国广播公司首播。这一集由亚伯拉罕·希金伯塔姆和杰弗瑞·里奇曼编剧，前童星弗莱德·萨维奇客串执导，林-曼努尔·米兰达客串出演了一位试图说服杰伊对自己进行投资的杂货店员奎勒默。
在这一集中，卡梅隆生病了，米歇尔于是需要选择是留下来照顾他还是去看女神卡卡的演唱会，菲尔和克莱尔决定相互调换彼此在管教孩子上所扮演的角色，而杰伊则给一位驯狗师兼杂货店员提供了咨询。他将在这集中拥有一条叫斯特拉的狗，这条狗将在第二季剩下的几集和第三季的大部分剧集里出场。
《好警察坏狗狗》获得了影评人较为正面的评价，许多人都称赞了泰·布利尔的表演，他之后也因此获得了一座艾美奖。这一集的收视观众人数突破一千万，在18-49岁年龄段观众群里收视率为4.2 / 11%，与上一集《母亲节》相比提高了8个百分点。此外，本集电视剧也是首播那一周在18至49岁观众群里收视率最高的剧本节目。

## 剧情
对于亚历克斯（Alex，阿芮尔·温特饰）和海莉（Haley，萨拉·海蓝德饰）来说，曼尼（Manny，里克·罗德里格兹饰）和卢克（Luke，诺兰·古德饰）这回可摊上大事了，因为两人正在换衣服时那两个臭小子就冲到了她们的房间里。亚历克斯、海莉和卢克的妈妈克莱尔（Claire，朱丽·鲍温饰）对此也气得朝两个男孩大嚷，不过爸爸菲尔（Phil，泰·布利尔饰）倒是很努力地想要避开克莱尔的爆发现场。克莱尔对此觉得很不爽，自己老是在对孩子嚷嚷，而菲尔则一直可以做一个“酷爸”。夫妻俩“讨论”后决定交换彼此的形象，菲尔从此变得严肃些，而克莱尔开始当“酷妈”。于是克莱尔接下来带着曼尼和卢克去玩卡丁车，而菲尔则留在家里监督两个女儿清理自己的浴室。两边的情况都糟透了：卢克因为喝了自己压根儿就不想喝的奶昔而感到很不舒服；而菲尔则因发现女儿们根本就没有清理好浴室而撒谎骗了自己后大发雷霆，他跳到车上防止两人离开，并强迫她们回屋继续清理浴室，作为惩罚，他不准两人吃午饭，而且还必须连自己的浴室也清理干净。克莱尔回到家后，夫妻俩都意识到这样下去可行不通，他们还是做回自己的老角色比较合适。
与此同时，格罗丽娅（Gloria，索菲娅·维加拉饰）的同情心泛滥了，她打算帮助一位名叫奎勒默（Guillermo，林-曼努尔·米兰达饰）的杂货店员成就自己的事业，于是说服杰伊（Jay，艾德·奥尼尔）坐下来好好听一下奎勒默那个可以发大财的点子：一个名叫“好狗狗/坏狗狗训练系统”的驯狗系统。奎勒默的演示简直糟透了，且不论狗狗无论表现好坏都能吃到咸肉这样的设定对训练到底有没有效果，这条叫斯特拉（Stella）的狗不但看起来更喜欢“坏狗狗”的“惩罚”，而且还咬烂了杰伊的枕头。杰伊最终自然是拒绝了这个“方案”，奎勒默对此难过得哭了起来，因为他已经在这个项目上“投入了自己5年的生命”。格罗丽娅跟上离开的奎勒默去向他道歉，但奎勒默表示自己很感激杰伊的直言不讳，他打算去找自己的姐姐并回学校继续就读，“重新启动自己的人生”，但这也意味着他必须放弃斯特拉。格罗丽娅于是收留了这条狗，杰伊对此气坏了，特别是当放学回来看到狗的曼尼以为这是给他的礼物时。杰伊把狗带上车，准备送去动物收容所，但最终还是狠不下心肠，同意收养了斯特拉。
米歇尔（Mitchell，杰西·泰勒·弗格森饰）买了两张女神卡卡的演唱会门票，可没想到卡梅隆（Cameron，艾瑞克·斯通斯崔特饰）生病了。米歇尔对此内心征战不休：是去看演唱会，还是陪在卡梅隆身边，这是一个问题。他试图像姐姐克莱尔建议的那样不着痕迹地说服卡梅隆让他去看演唱会，但卡梅隆显然不吃这套。卡梅隆喝下“足以让一头灰熊躺倒”的感冒药后米歇尔又试图偷溜出去，但又被对方抓了个正着。米歇尔于是向卡梅隆承认了自己的错误，自己太自私了，太不应该了，可他还没说两句就发现卡梅隆已经睡熟了。米歇尔于是溜去看演唱会，并成功在卡梅隆醒来前赶了回来，只是到卡梅隆终于苏醒时，发现米歇尔忘记把套在衬衫下的荧光棒给取下来。

## 制作

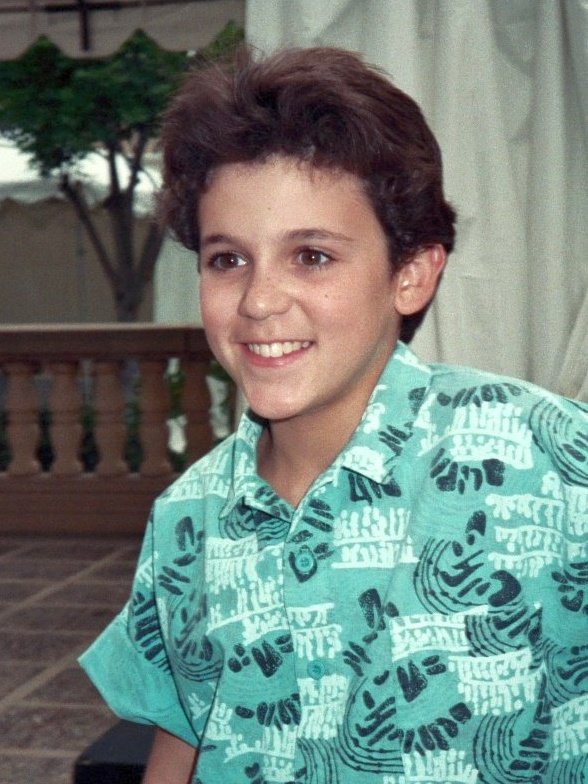
曾是童星的弗莱德·萨维奇（摄于1989年）执导了《好警察坏狗狗》

《好警察坏狗狗》由亚伯拉罕·希金伯塔姆和杰弗瑞·里奇曼编剧，这也是两人继《吻》和《只有遗憾》后第三次为《摩登家庭》编剧，并且之后也还将继续担任这一剧集的编剧，希金伯塔姆还创作了这一集的故事。曾因主演电视剧《纯真年代》成名的弗莱德·萨维奇担任了本集的导演，于2011年3月3日至4日拍摄完成。波多黎各作曲家和歌手林-曼努尔·米兰达在本集中客串出镜扮演了一个杂货店员，另外出场的还有杰伊家里的新成员斯特拉，这是一条名叫布里盖特（Brigette）的法国斗牛犬。据在《摩登家庭》中扮演曼尼的里克·罗德里格兹表示，这条狗可能会出现在本季的最后三集中，而且在下一季中会在多集里出场，这条狗的表现也非常好。

## 反响

### 收视率
《好警察坏狗狗》于2011年5月11日通过美国广播公司在美国首播，共有约1011.3万户家庭观看，在18-49岁年龄段中收视率为4.2 / 11%。这个数据的意思是在全国所有18-49岁人群中有4.2%观看了这集节目，而在所有当时有看电视的18-49岁人群中，则有11%是选择收看《好警察坏狗狗》。与上一集《母亲节》相比，本集的收视成绩有8%的升幅。在其播出的时间段里，只有福克斯广播公司的选季节目《美国偶像》以18-49年年龄段观众中6.9 / 20%的收视率超过《好警察坏狗狗》，但本集是其播出的这个星期里18-49岁观众人数最多的剧本节目，如果在所有类型节目中按所有年龄段观众计算则排在第23位。如果增加通过数字视频录像机观看的观众，那么在18-49岁观众群中的收视人数将增加到6.5%。

### 评价

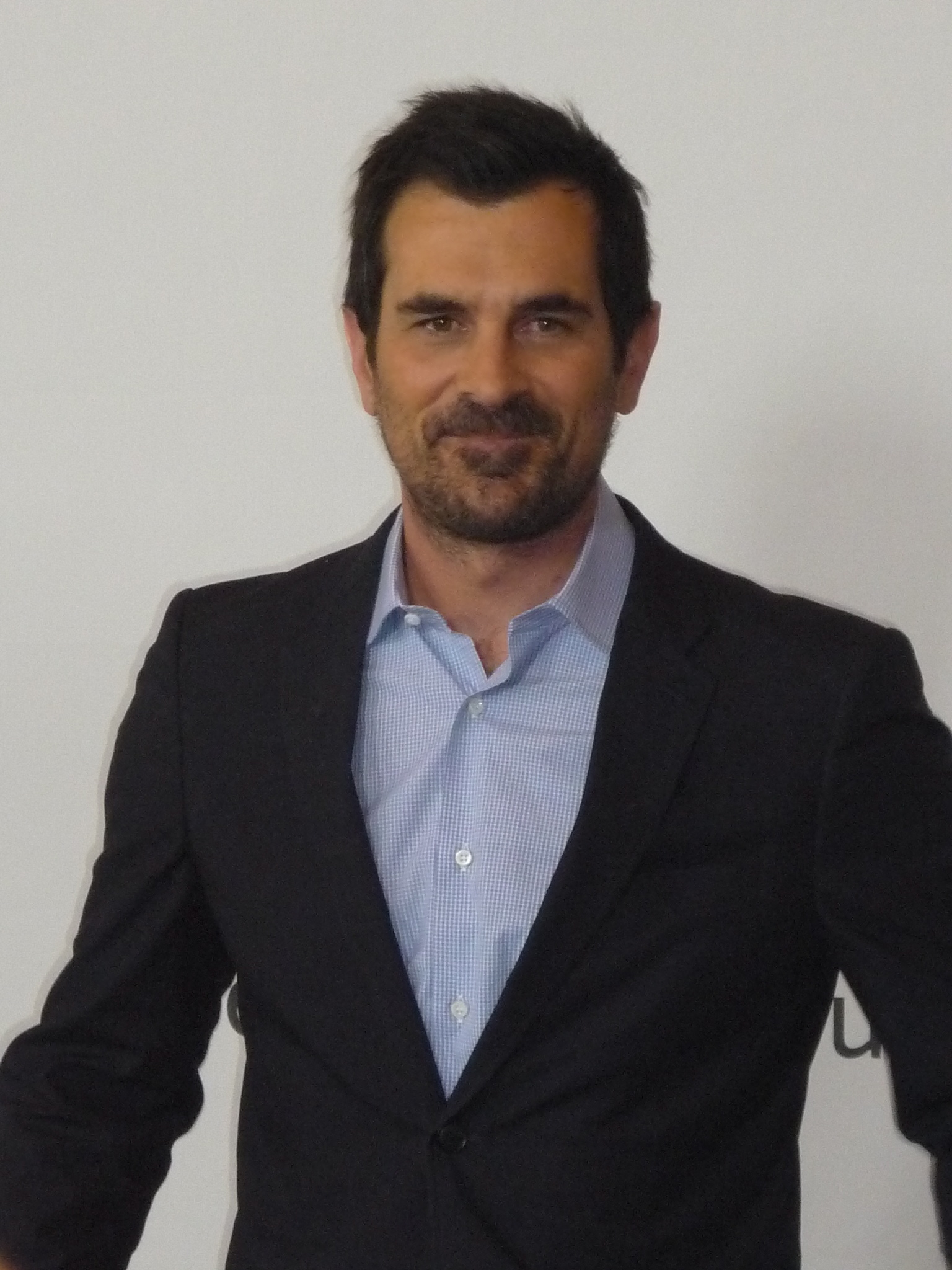
泰·布利尔的表演获得了评论家的好评，更为他带来了一座艾美奖

《好警察坏狗狗》获得了较为正面的专业评业，许多人都称赞了泰·布利尔的表演。《娱乐周刊》的莱斯利·萨维奇（Lesley Savage）赞扬了这一集的主题，认为“今晚这个角色互换绝对不是什么含蓄的主题，而仍然是非常巧妙的（主意）”，她称布利尔是“最有价值演员”（MVP），表示“当他从屋顶跳到车上那一刻，我差点（笑）死掉了”。影音俱乐部的唐娜·褒曼（Donna Bowman）认为这一集在半个小时的时间里平等地展现出了编剧和演员所闪烁的光辉。不过她也批评米歇尔和卡梅隆的桥段缺乏让人感到温馨的内容。褒曼最终给这集B+的评分，而她这篇文章的读者给出的评价是B。《纽约》的雷切尔·马杜克斯（Rachael Maddux）称赞这一集“揭示了多个人物的多个新层面”，表示自己对《摩登家庭》近来最满意的表现都是来源于从这些角色身上发现的新内容。
有线新闻网评论员亨利·汉克斯（Henry Hanks）写道，“星期三晚上的《摩登家庭》是这个系列剧集处于颠峰状态的一个例证。”。他也称布利尔是“本周最有价值演员”。电视小队（TV Squad）的乔尔·凯勒（Joel Keller）称赞了菲尔和克莱尔的桥段，其中回收使用了标准的电视比喻手段但仍然是“最为好笑的部分”。凯勒批评了米歇尔和卡梅隆的部分情节，因为一方面卡梅隆的疾病导致人物的性格出现变化，二来他还指出，“我觉得要是你能做得够好，那老调重弹也是可以的，但这一次做得不怎么样。”。不过也并非所有的评价都很正面，克丽斯汀·津姆巴（Christine Ziemba）认为这一集“参差不齐”，但“还是有表现不错的时刻”。她也表扬了泰·布利尔的表演，认为他在这一集中非常抢戏。津姆巴最终给《好警察坏狗狗》6.9分的评价（最高10分），觉得还算“有头有脸”。山姆·摩根（Sam Morgan）称赞了编剧的表现，总结认为这集节目虽然很有笑点，但内容上有些过于夸张。